# Holotrichia madurensis
Holotrichia madurensis är en skalbaggsart som beskrevs av Moser 1909. Holotrichia madurensis ingår i släktet Holotrichia och familjen Melolonthidae. Inga underarter finns listade i Catalogue of Life.